# Concerto pour guitare (Villa-Lobos)
Le concerto pour guitare est une œuvre pour guitare et orchestre écrite par le compositeur brésilien Heitor Villa-Lobos en 1951.

## Histoire
Heitor Villa-Lobos compose ce concerto après le concerto pour piano o (1948) et avant les concertos pour piano no 3 (1952-57) et no 4 (1952), et le concerto pour harpe (1953). L'œuvre est dédiée au guitariste espagnol Andrés Segovia. Le compositeur avait fait sa connaissance lors de son séjour à Paris, dans les années 1920. Lors de son écriture, le concerto a d'abord pour titre Fantasia concertante. Villa-Lobos le termine à Rio de Janeiro en 1951, mais à la demande du guitariste, il ajoute une cadence de soliste et en définitive, donne le titre de concerto.
Il est créé le 6 février 1956 par Andrés Segovia et l'orchestre symphonique de Houston, sous la direction de Leopold Stokowski.
Considéré comme un des grands concertos pour guitare du répertoire, la critique le juge comme étant à la fois de caractère virtuose et lyrique.

## Mouvements
1. Allegro preciso
2. Andantino e andante
3. Allegretto non troppo

## Discographie
- Turibio Santos et l'Orchestre de chambre Jean-François Paillard[6], 1970, Erato
- Julian Bream et l'Orchestre philharmonique de Londres dirigé par André Previn, 1971, RCA/Sony
- John Williams et l'English Chamber Orchestra dirigé par Daniel Barenboim, 1974, CBS
- Ángel Romero et l'Orchestre philharmonique de Londres dirigé par Jesús López Cobos, 1984, EMI
- Sharon Isbin et le New York Philharmonic dirigé par José Serebrier, 2005, no 2564602962, Warner Classics
- Pablo Sainz Villegas et le Chamber Orchestra of Philadelphia dirigé par Juanjo Mena, 2014,
- Manuel Barrueco et le São Paulo Symphony Orchestra dirigé par Giancarlo Guerrera, 2019, no 8574018, Naxos